# Perruel
Perruel is een gemeente in het Franse departement Eure (regio Normandië) en telt 431 inwoners (2005). De plaats maakt deel uit van het arrondissement Les Andelys.

## Geografie
De oppervlakte van Perruel bedraagt 5,4 km², de bevolkingsdichtheid is 79,8 inwoners per km².
De onderstaande kaart toont de ligging van Perruel met de belangrijkste infrastructuur en aangrenzende gemeenten.

## Demografie
Onderstaande figuur toont het verloop van het inwonertal (bron: INSEE-tellingen).